# Palazzo Dandolo Paolucci

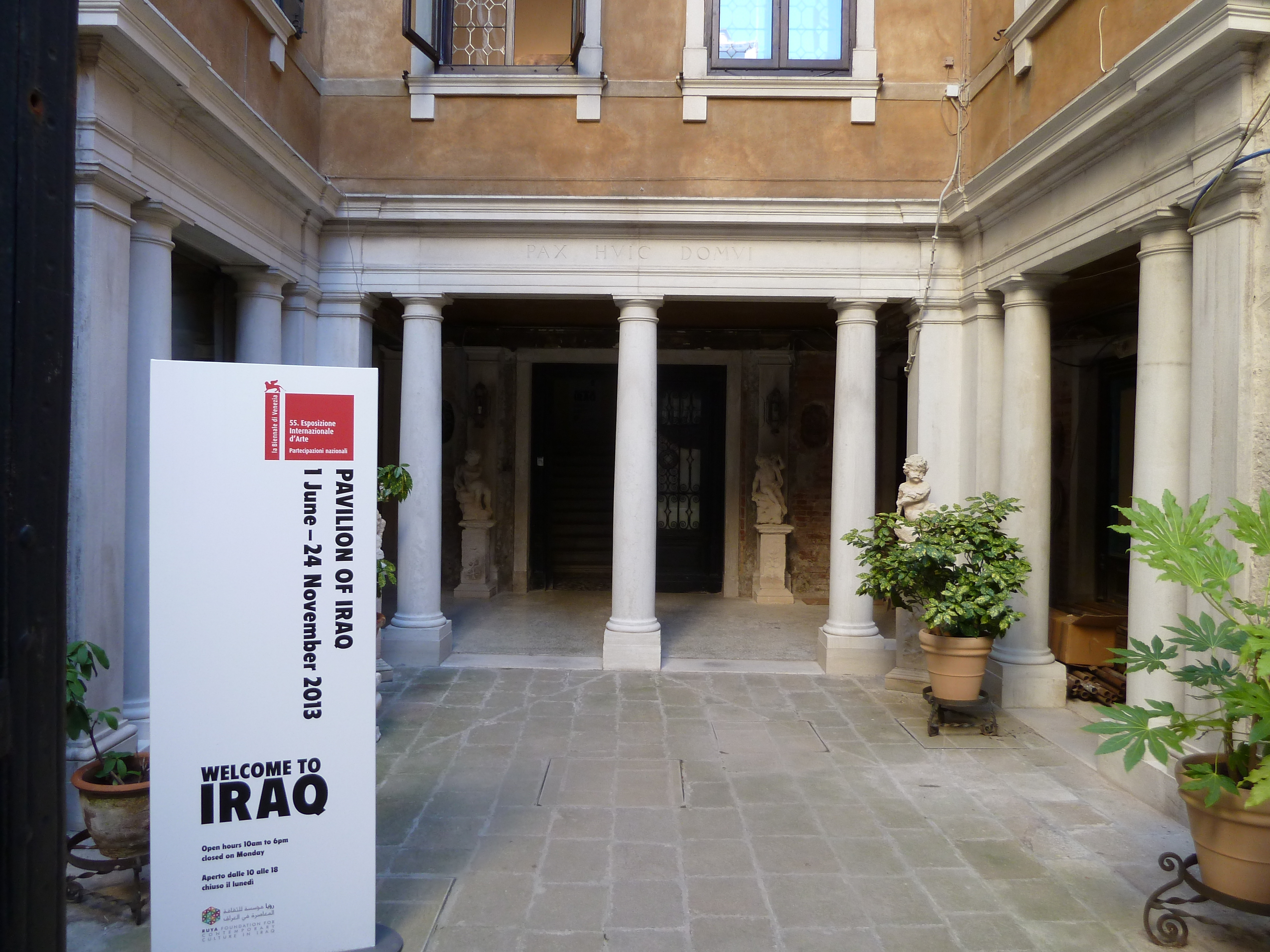
La corte posteriore

 Palazzo Dandolo Paolucci è un edificio civile veneziano sito nel sestiere di San Polo e affacciato sul Canal Grande tra Palazzo Dolfin e Palazzo Civran Grimani.

## Storia
Costruito nel XVII secolo sul sito di un precedente edificio gotico, è stato pesantemente rimaneggiato nelle epoche successive. Nel 1924 venne realizzata una grande terrazza.

## Architettura
Caratterizzato da una particolare pianta complessa, articolata attorno a una corte centrale, e da un'architettura essenziale, presenta un portale ad acqua che immette nella pregevole corte colonnata, posta sul retro e recante vera da pozzo. Elementi di pregio della facciata principale sono invece i portali ad acqua gemelli, che testimoniano un uso bifamiliare del palazzo, e le quadrifore impilate, leggermente spostate sulla destra. Presenta pure una terrazza moderna, sita all'ultimo piano, sopra la linea di gronda.